# Anne Dangar
Anne Dangar (n. 1 decembrie 1885, Kempsey⁠(d), Noul Wales de Sud, Australia – d. 4 septembrie 1951, Franța) a fost o pictoriță și artistă în olărit australiană.

## Viața și pregătirea
Dangar s-a născut în Kempsey, un oraș de pe coasta de nord a Noului Wales de Sud, fiica lui Otho Orde Dangar, care a fost membru al Adunării Legislative și a lui Elizabeth Dangar. Din 1906 Dangar a studiat arta la Sydney cu Horace Moore-Jones și apoi la Julian Ashton Art School din Sydney. Dangar a început să predea acolo în 1920, în timp ce lucra și la editura Angus & Robertson.
În 1926, Dangar a călătorit în Franța împreună cu prietena ei de o viață și corespondentul Grace Crowley și a urmat Academia lui André Lhote din Paris și școala sa de vară de la Mirmande. Dangar s-a întors la Sydney în 1929, dar s-a confruntat cu rezistența față de stilul cubist pe care îl dezvoltase în Franța. La fel ca prietenele ei Dorrit Black și Grace Crowley, Dangar a fost puternic influențată de mișcările de artă modernistă și cubistă la care a fost expusă la Paris.
Dangar a călătorit înapoi în Franța în 1930 și s-a alăturat Moly-Sabata, o comună de artiști înființată de Albert Gleizes. Scrisorile ei către Grace Crowley dezvăluie multe despre dificultățile cu care Dangar și-a susținut arta în acest moment. Dangar a susținut o expoziție în 1932 la Musée d'Annonay, în Annonay. Dangar a călătorit în Maroc în 1939 și a petrecut șase luni în Fes lucrând cu și pentru, și învățând de la olarii locali. Cu toate acestea, instabilitatea politică și izbucnirea celui de-al Doilea Război Mondial au determinat-o să scurteze călătoria și s-a întors în Franța în 1940.
Dangar a trăit în Sablons pe tot parcursul războiului și a decis să rămână acolo după război. Anne Dangar a murit din cauza complicațiilor unui accident vascular cerebral la Moly-Sabata la 4 septembrie 1951.A fost înmormântată la Serrières, Ardèche, peste râu de Moly-Sabata.

## Opera
Dangar a primit o comandă în 1934 să creeze Fecioara și pruncul Isus, achiziționată pentru prima dată de Cesar Geoffray și mai recent de Galeria de Artă Modernă din Queensland. Lucrarea a fost identificată ca un bun exemplu de cubism rustic.
Lucrările ei sunt reprezentate în colecțiile Galeriei Naționale din Australia, Muzeul Powerhouse, Galeria de Artă Modernă din Queensland, precum și în multe galerii de stat și regionale și în Musée National d'Art Moderne din Paris.